# Lanceoppia consimilis
Lanceoppia consimilis är en kvalsterart som beskrevs av Sandór Mahunka 1989. Lanceoppia consimilis ingår i släktet Lanceoppia och familjen Oppiidae. Inga underarter finns listade i Catalogue of Life.